# Coronilla (oración)

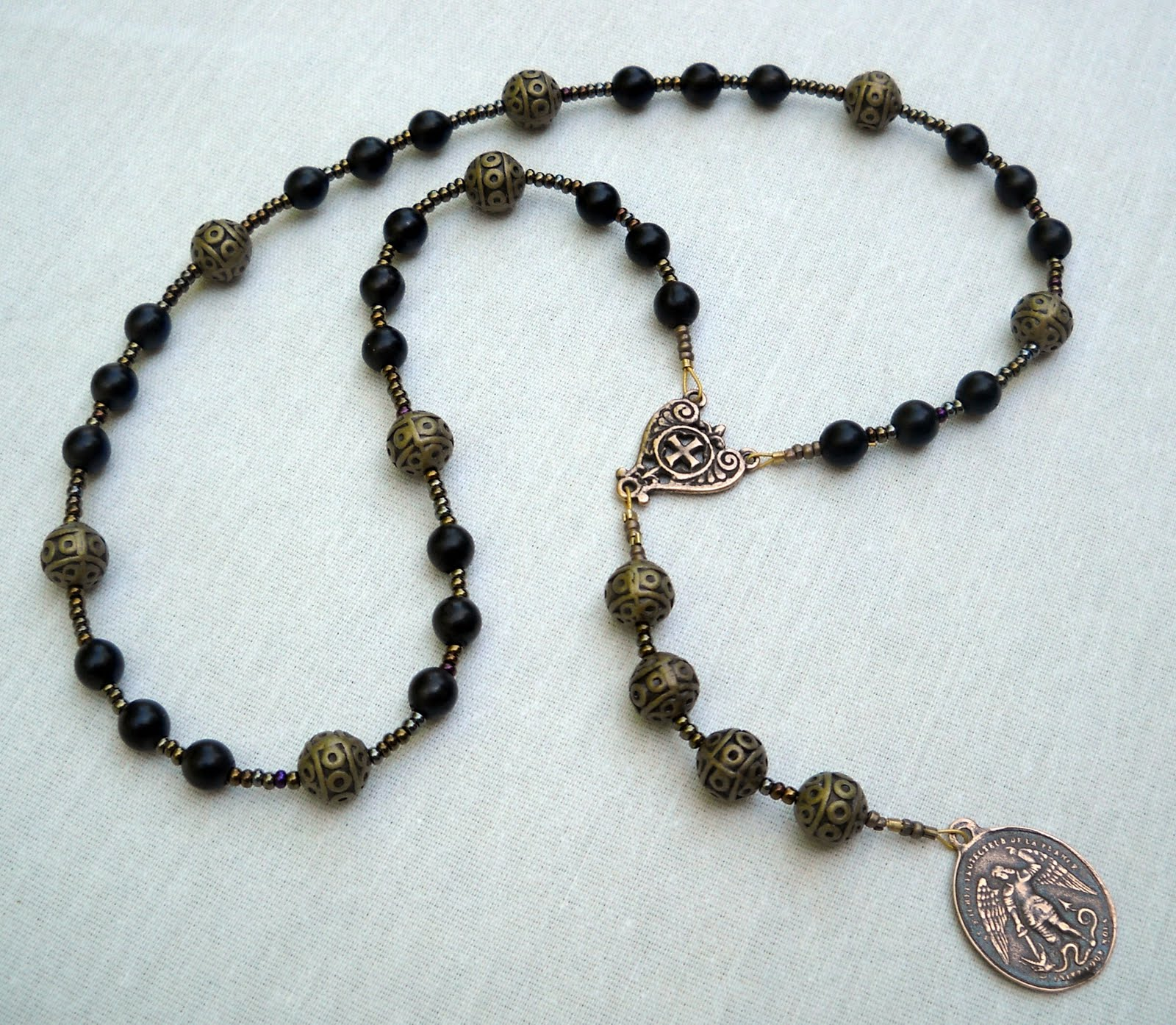
Esta Coronilla de San Miguel tiene cuentas para indicar las oraciones de la coronilla y una medalla con una imagen de San Miguel.

Una coronilla es una forma de oración cristiana que utiliza cuentas de oración, y que es similar al Rosario, si bien distinta. Algunas coronillas tienen un fuerte elemento mariano, mientras que otras se enfocan más directamente en la persona de Jesucristo y sus Atributos Divinos (p. ej., la Coronilla de la Divina Misericordia ), o en uno de los muchos santos, como en el caso de la Coronilla de San Miguel Arcángel . Las Coronillas son «devocionales personales» y dependiendo de sus orígenes, cada una de las Coronillas puede variar considerablemente. En la Iglesia Católica, mientras que el usual rosario dominicano de cinco décadas también es considerado una coronilla, las demás coronillas a menudo tienen menos cuentas y décadas que un rosario tradicional y pueden tener incluso un conjunto diferente de oraciones. En la Comunión Anglicana, una coronilla a menudo incluye una semana del rosario anglicano.

## Coronillas comunes
Algunas coronillas comunes son:
- Cuentas del Santísimo Sacramento[1]
- Coronilla de la Divina Misericordia, que usa cuentas ordinarias del rosario de cinco décadas.
- Coronilla de las Cinco Llagas de Jesús
- Coronilla de las Santas Llagas, basada en las visiones de Marie Martha Chambon
- Coronilla del Niño Jesús, compuesta por tres y doce cuentas.[2]
- Coronilla del Sagrado Corazón, compuesta por treinta y tres cuentas pequeñas, seis cuentas grandes, una pieza central, un crucifijo y una medalla del Sagrado Corazón.[1]
- Coronilla a la Santa Faz, en honor a las Cinco Llagas de Jesucristo, compuesta por una cruz y seis cuentas grandes y treinta y tres pequeñas.[1]
- La Coronilla de la Preciosa Sangre, que consiste en treinta y tres cuentas en siete grupos, y fue compuesta por Don Francesco Albertini, fundador de la Archicofradía de la Preciosísima Sangre.[3]

- Coronilla de Nuestra Señora de las Lágrimas, basada en las visiones de la monja Amalia de Jesús Flagelado
- Coronilla de la Virgen Negra de Częstochowa, formada por nueve cuentas con un crucifijo y una medalla de Nuestra Señora de Czestochowa.
- Coronilla de Nuestra Señora, Estrella del Mar, que consta de una medalla de Nuestra Señora del Monte Carmelo, tres cuentas separadas y doce cuentas adicionales.
- Coronilla de la Inmaculada Concepción, también llamada Corona de Estrellas, formada por tres grupos de cuatro cuentas, con una medalla de la Inmaculada Concepción.[4]
- Coronilla o Rosario de los Siete Dolores de María, formada por siete grupos de siete cuentas. También conocido como las cuentas de Dolor,[5] o el Rosario de la Corona Franciscana.
- Coronilla de San José, que se divide en quince grupos de cuatro cuentas, una blanca y tres moradas.
- Coronilla de Santa Catalina Tekakwitha, compuesta por ocho cuentas marrones, ocho rojas y ocho de cristal.
- Coronilla de San Antonio, formada por trece juegos de tres cuentas.
- Coronilla de San Patricio, formada por doce cuentas que simbolizan los doce peligros de San Patricio
- Coronilla de Santa Filomena, formada por tres cuentas blancas y trece cuentas rojas.
- Rosario brigidino, compuesto por seis décadas de diez cuentas cada una. Hay tres cuentas adicionales al final.
- Coronilla de flores, hecha de una cuenta grande y veinticuatro cuentas más pequeñas.
- Coronilla del Vía Crucis, formada por quince grupos de tres cuentas, etc.
- Coronilla en Honor al Divino Niño de la Buena Salud, rezada en el rosario dominicano normal.
- Coronilla de San Miguel Arcángel,[6] formada por nueve grupos de cuatro cuentas cada uno, formados por tres Avemarías y un Padrenuestro en cada uno. (Cada uno de los nueve grupos se dice en honor a uno de los nueve coros de ángeles.)
- Coronilla de Santa Ana Schäffer, hecha de una cuenta grande y veinticuatro cuentas más pequeñas.